# Hermann Vischer der Jüngere
Hermann Vischer der Jüngere (* 1486; † 1516) war ein deutscher Maler und Bildhauer. Er stammte aus der Künstlerfamilie Vischer.
Hermann Vischer der Jüngere war der Sohn von Peter Vischer, dessen Vater Hermann Vischer der Ältere war. Seine Brüder waren Hans und Peter.
1515/16 unternahm Hermann Vischer der Jüngere eine einjährige Italienreise. Von dieser Studienreise brachte er eine große Anzahl von Architekturzeichnungen mit, in denen er sowohl antike als auch zeitgenössische Bauwerke festhielt. 
Insgesamt 24 solcher Zeichnungen, die eine Reihe ungewöhnlicher Darstellungsmerkmale aufweisen, haben sich in einem umfangreichen Konvolut in der Graphischen Sammlung des Louvre erhalten. Auffällig sind vor allem die vom realen Bauwerk zum Teil deutlich abweichenden Proportionen, die oft reduzierten und schematischen Darstellungen sowie das Fehlen von Bemaßungen und erläuternden Texten. Ein prominentes Beispiel ist der Aufriss von Leon Battista Albertis Sant’Andrea in Mantua.
Hinter diesen zeichnerischen Besonderheiten verbirgt sich ein bemerkenswerter konstruktiver Aufwand. Den Kompositionen liegt ein geometrisch begründetes, dynamisches und äußerst variables Proportionssystem zugrunde, das Hermann Vischer offenbar bewusst eingesetzt hat. Damit wurde die reale Proportionierung der Bauten in den Zeichnungen durch ein eigenes Entwurfsprinzip ersetzt und der zeichnerisch konzipierte „status desideratus“ über den realen „status quo“ gestellt. Diese Transformation der Bauten in zum Teil veränderte Formate und Proportionen macht deutlich, wie individuelle und konventionelle Darstellungsregeln den Blick auf die italienische Architektur nördlich der Alpen maßgeblich beeinflussten.
Hermann Vischer der Jüngere steht damit für eine frühe Form der aktiven Auseinandersetzung mit italienischen Vorbildern, die nicht einfach kopiert, sondern nach eigenen gestalterischen Traditionen und Regeln neu interpretiert wurden. Seine Zeichnungen sind ein wichtiges Zeugnis für die damalige Praxis der Architekturzeichnung nördlich der Alpen. Zugleich spiegeln sie die Fähigkeit des Künstlers wider, das in Italien Gesehene in ein eigenes konzeptionelles Ordnungssystem zu überführen und dabei neue Möglichkeiten der Proportionierung und Darstellung zu entwickeln.
Hermann Vischer der Jüngere fertigte eine Grabplatte für Kardinal Friedrich Jagiello in der Wawel-Kathedrale von Krakau.